# Bourbonnais (Illinois)
Bourbonnais is een plaats (village) in de Amerikaanse staat Illinois, en valt bestuurlijk gezien onder Kankakee County.

## Demografie
Bij de volkstelling in 2000 werd het aantal inwoners vastgesteld op 15.256.
In 2006 is het aantal inwoners door het United States Census Bureau geschat op 17.454, een stijging van 2198 (14,4%).

## Geografie
Volgens het United States Census Bureau beslaat de plaats een oppervlakte van
12,0 km², geheel bestaande uit land. Bourbonnais ligt op ongeveer 193 m boven zeeniveau.

## Plaatsen in de nabije omgeving
De onderstaande figuur toont nabijgelegen plaatsen in een straal van 16 km rond Bourbonnais.

## Treinongeluk

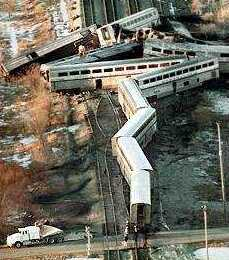
Luchtfoto van de ontspoorde trein.

Op 15 maart 1999 vielen er in deze stad elf doden toen een City of New Orleans-passagierstrein op een vrachtwagen botste die nog op een spoorwegovergang stond. De vrachtwagen was volgeladen met staal, wat het ongeluk nog groter maakte. Elf van de veertien rijtuigen ontspoorden, die op hun beurt weer twee auto's in de buurt van de spoorwegovergang raakten. Naast de elf doden vielen er 122 gewonden en was er voor zo'n 14 miljoen dollar schade. De bestuurder van de vrachtwagen, John R. Stokes, werd op 21 september 2004 veroordeeld tot twee jaar celstraf en een taakstraf omdat hij de waarschuwingslichten negeerde.